# Varvarino
Varvarino (en russe : Варварино) est un village de Russie dans l'oblast de Vladimir. Au recensement de 2021, il y avait 25 habitants dans le village.

## Géographie
Il est situé à 10 km au sud-ouest de Iouriev-Polski.

## Personnalité
- Mikhaïl Fotievitch Mitkov (1791-1849), officier et météorologue, un des décembristes, y est né.